# Radoslav Groh
Radoslav Groh (* 23. března 1989 Dvůr Králové nad Labem) je český skialpinista z týmu Hudy/LaSportiva, TJ Spartak Vrchlabí, běžec a horolezec, mistr České republiky ve skialpinismu.

## Život
Se skialpinismem začal v roce 1999, jeho prvním závodem byla Noc tuleních pásů v roce 2006, kde zvítězil v kategorii kadetů. V září 2016 provedl spolu s Jindřichem Hudečkem první český zimní výstup na Fitz Roy v Patagonii. Do roku 2013 lyžoval za AKLVK Alpine Pro Skitrab team, v letech 2015–2016 za Lusti Skialp Team, od roku 2017 Hudy/LaSportiva, TJ Spartak Vrchlabí. V červenci 2018 vystoupil spolu s dalšími českými horolezci na osmitisícovku Nanga Parbat. V srpnu 2019 uskutečnil s Markem Holečkem prvovýstup na peruánskou horu Huandoy, který na počest výročí 50 let od tragédie československé expedice Peru 1970 nazvali „Boys 1970“. Z výstupu vznikl i dokumentární film se stejným názvem. V květnu 2021 se stejným spolulezcem vytvořili další prvovýstup, tentokrát na sedmitisícovku Baruntse. Špatné počasí je na řadu dní uvěznilo na vrcholu hory, což vyvolalo velkou mediální pozornost. Na základě této zkušenosti nazvali prvovýstup „Nebeská past“.
Běhu a lyžování se věnuje celá rodina, hlavně jeho mladší sestra Karolína Grohová.

## Výkony a ocenění
- 2015: HUDY a La Sportiva ambasador
- 2019: Čestné uznání Českého horolezeckého svazu za prvovýstup Boys 1970 (s Markem Holečkem)

### Závodní výsledky
| Mistrovství Evropy ve skialpinismu | Mistrovství Evropy ve skialpinismu |
| Rok                                | 2007                               |
| ---------------------------------- | ---------------------------------- |
| vertical race                      | 2                                  |
| single                             | 2                                  |
| relays                             | 3                                  |

| Mistrovství České republiky ve skialpinismu | Mistrovství České republiky ve skialpinismu | Mistrovství České republiky ve skialpinismu | Mistrovství České republiky ve skialpinismu |
| Rok                                         | 2010                                        | 2011                                        | 2012                                        |
| ------------------------------------------- | ------------------------------------------- | ------------------------------------------- | ------------------------------------------- |
| muži                                        | 2                                           | 1                                           | 2                                           |

| Český pohár ve skialpinismu | Český pohár ve skialpinismu | Český pohár ve skialpinismu | Český pohár ve skialpinismu |
| Rok                         | 2009                        | 2016                        | 2017                        |
| --------------------------- | --------------------------- | --------------------------- | --------------------------- |
| junioři                     | ×                           | 5                           | 8                           |
| jednotlivě*                 | ×, , ×                      | –, , –, , , –               | –, , , –, , –               |

- pozn.: napravo jsou poslední závody v roce

### Běhání
- horský běh a běh do vrchů

### Horolezectví
- 17.9.2016 Californiana, 6a+, 400 m, jižní stěna Fitz Roy (3 405 m n. m.), Patagonie, Argentina, první český zimní výstup
- 7.2018 Nanga Parbat (8 125 m n. m.)
- 8.2019 Huandoy (6 360 m n. m.), prvovýstup „Boys 1970“ s Markem Holečkem
- 5.2021 Baruntse (7 129 m n. m.), prvovýstup „Nebeská past“ s Markem Holečkem

### Pískovcové lezení
V letech 2013–2015 přelezl v Adršpachu cesty v obtížnosti VIIa–VIIIb pískovcové klasifikace.